# Кольчагуа (провинция)
Провинция Кольчагуа  (исп. Provincia de Colchagua) — провинция в Чили в составе области Либертадор-Хенераль-Бернардо-О’Хиггинс. 
Включает в себя 10 коммун.
Территория — 5678 км². Численность населения — 222 556 жителей (2017). Плотность населения — 39,20 чел./км².
Административный центр — Сан-Фернандо.

## География
Провинция граничит:
- на севере — провинции Качапоаль
- на востоке — Мендоса (Аргентина)
- на юге — провинция Курико
- на западе — провинции Карденаль-Каро

## Административное деление
Провинция включает в себя 10 коммун:
- Чепика. Административный центр — Чепика.
- Чимбаронго. Административный центр — Чимбаронго.
- Лололь. Административный центр — Лололь.
- Нанкагуа. Административный центр — Нанкагуа.
- Палмилья. Административный центр — Палмилья.
- Пералильо. Административный центр — Пералильо.
- Пласилья. Административный центр — Пласилья.
- Пуманке. Административный центр — Пуманке.
- Сан-Фернандо. Административный центр — Сан-Фернандо.
- Санта-Крус. Административный центр — Санта-Крус.

## Демография
Согласно сведениям, собранным в ходе переписи 2017 г. Национальным институтом статистики (INE),  население провинции составляет:
| Полное население                            | Полное население                            | Полное население                            | Полное население                            | Полное население                            | 222 556 |
| ------------------------------------------- | ------------------------------------------- | ------------------------------------------- | ------------------------------------------- | ------------------------------------------- | ------- |
| в том числе:                                | Городское население                         | 141 913                                     | Процент городского населения, %             | 63,77                                       |         |
|                                             | Сельское население                          | 80 643                                      | Процент сельского населения, %              | 36,23                                       |         |
|                                             | Мужское население                           | 110 424                                     | Процент мужского населения, %               | 49,62                                       |         |
|                                             | Женское население                           | 112 132                                     | Процент женского населения, %               | 50,38                                       |         |
| Плотность населения, чел/км²                | Плотность населения, чел/км²                | Плотность населения, чел/км²                | Плотность населения, чел/км²                | Плотность населения, чел/км²                | 39,20   |
| Население провинции в % к населению области | Население провинции в % к населению области | Население провинции в % к населению области | Население провинции в % к населению области | Население провинции в % к населению области | 24,33   |

| Динамика изменения населения провинции | Динамика изменения населения провинции | Динамика изменения населения провинции | Динамика изменения населения провинции |
| -------------------------------------- | -------------------------------------- | -------------------------------------- | -------------------------------------- |
| 1992                                   | 2002                                   | 2012                                   | 2017                                   |
| 182 330                                | 196 566▲                               | 222 405▲                               | 222 556▲                               |